# Dahe, Xinjiang Uygur Zizhiqu
Dahe (kinesiska: 大河镇) är en ort i Kina. Den ligger i den autonoma regionen Xinjiang, i den nordvästra delen av landet, omkring 440 kilometer öster om regionhuvudstaden Ürümqi. Antalet invånare är 9 784. Befolkningen består av 4 783 kvinnor och 5 001 män. Barn under 15 år utgör 14,0 %, vuxna 15-64 år 72 %, och äldre över 65 år 13,0 %.
Runt Dahe är det mycket glesbefolkat, med 2 invånare per kvadratkilometer. Närmaste större samhälle är Barkol, 14,7 km sydväst om Dahe. Trakten runt Dahe består i huvudsak av gräsmarker.
Genomsnittlig årsnederbörd är 200 millimeter. Den regnigaste månaden är juni, med i genomsnitt 44 mm nederbörd, och den torraste är januari, med 3 mm nederbörd.